# Jason Smith (basket-ball, 1974)
Pour les articles homonymes, voir Jason Smith et Smith.
Jason Smith, né le 20 octobre 1974 à Melbourne, en Australie, est un ancien joueur australien de basket-ball, évoluant aux postes d'arrière et d'ailier. 

## Carrière

### Palmarès
- Champion d'Océanie 2003, 2005, 2007